# San Cosme (Corrientes)
Pour les articles homonymes, voir San Cosme.
San Cosme est une ville de la province de Corrientes, en Argentine, et le chef-lieu du département homonyme. Elle est située à 25 km à l'est de Corrientes. Sa population s'élevait à 4 429 habitants en 2001.